# Adana (stolica tytularna)
Adana (łac. Archidioecesis Adanensis) – stolica historycznej archidiecezji w Cesarstwie Rzymskim (prowincja Cylicja), współcześnie w Turcji. Od XVIII w. katolickie arcybiskupstwo tytularne (w latach 1925-1930 w randze diecezji). Od 1981 nie posiada arcybiskupa.
W okresie od kwietnia do czerwca 1921 arcybiskupem tytularnym Adany był abp Achille Ratti, ówczesny nuncjusz apostolski w Polsce, późniejszy papież Pius XI.

## Arcybiskupi i biskupi tytularni
| Lp. | Biskup                              | Funkcja                                                 | Od                   | Do                |
| --- | ----------------------------------- | ------------------------------------------------------- | -------------------- | ----------------- |
| 1   | Antonio Felice Zondadari            | nuncjusz apostolski                                     | 19 grudnia 1785      | 1 czerwca 1795    |
| 2   | Paul-Ambroise Frère de Villefrancon | arcybiskup-koadiutor Besançon (Francja)                 | 27 czerwca 1821      | 2 maja 1823       |
| 3   | Domenico Maria Cilluffo e Costa     |                                                         | 27 stycznia 1842     | 14 maja 1873      |
| 4   | Ambrose Notyn Darauni               |                                                         | 28 maja 1875         | 26 marca 1878     |
| 5   | Edoardo Borromeo                    | urzędnik Kurii Rzymskiej, kardynał                      | 19 kwietnia 1878     | maj 1878          |
| 6   | Domenico Cavallini Spadoni          | emerytowany arcybiskup Spoleto (Włochy)                 | 28 lutego 1879       | 18 lutego 1885    |
| 7   | Corradino Cavriani                  | emerytowany biskup Cenedy (Włochy)                      | 27 marca 1885        | 27 stycznia 1890  |
| 8   | Achille Ratti                       | nuncjusz apostolski                                     | 19 kwietnia 1921     | 13 czerwca 1921   |
| 9   | Ermenegildo Pellegrinetti           | nuncjusz apostolski, następnie urzędnik Kurii Rzymskiej | 24 maja 1922         | 13 grudnia 1937   |
| 10  | Ercolano Marini                     | emerytowany arcybiskup Amalfi (Włochy)                  | 27 października 1945 | 16 listopada 1950 |
| 11  | Diego Venini                        | urzędnik Kurii Rzymskiej                                | 12 stycznia 1951     | 20 lipca 1981     |